# West Covina, Kalifornija
West Covina je grad u američkoj saveznoj državi Kaliforniji. Godine 2009. imao je 112.648 stanovnika.
Nalazi se u okrugu Los Angeles i udaljen je 30-ak km od centra istoimenog grada.

## Vanjske poveznice
- Službena stranica  Arhivirana inačica izvorne stranice od 11. veljače 2013. (Wayback Machine) (engl.)